# Notoplax tateyamaensis
Notoplax tateyamaensis är en blötdjursart som beskrevs av Wu och Takashi A. Okutani 1995. Notoplax tateyamaensis ingår i släktet Notoplax och familjen Acanthochitonidae. Inga underarter finns listade i Catalogue of Life.